# Карасан

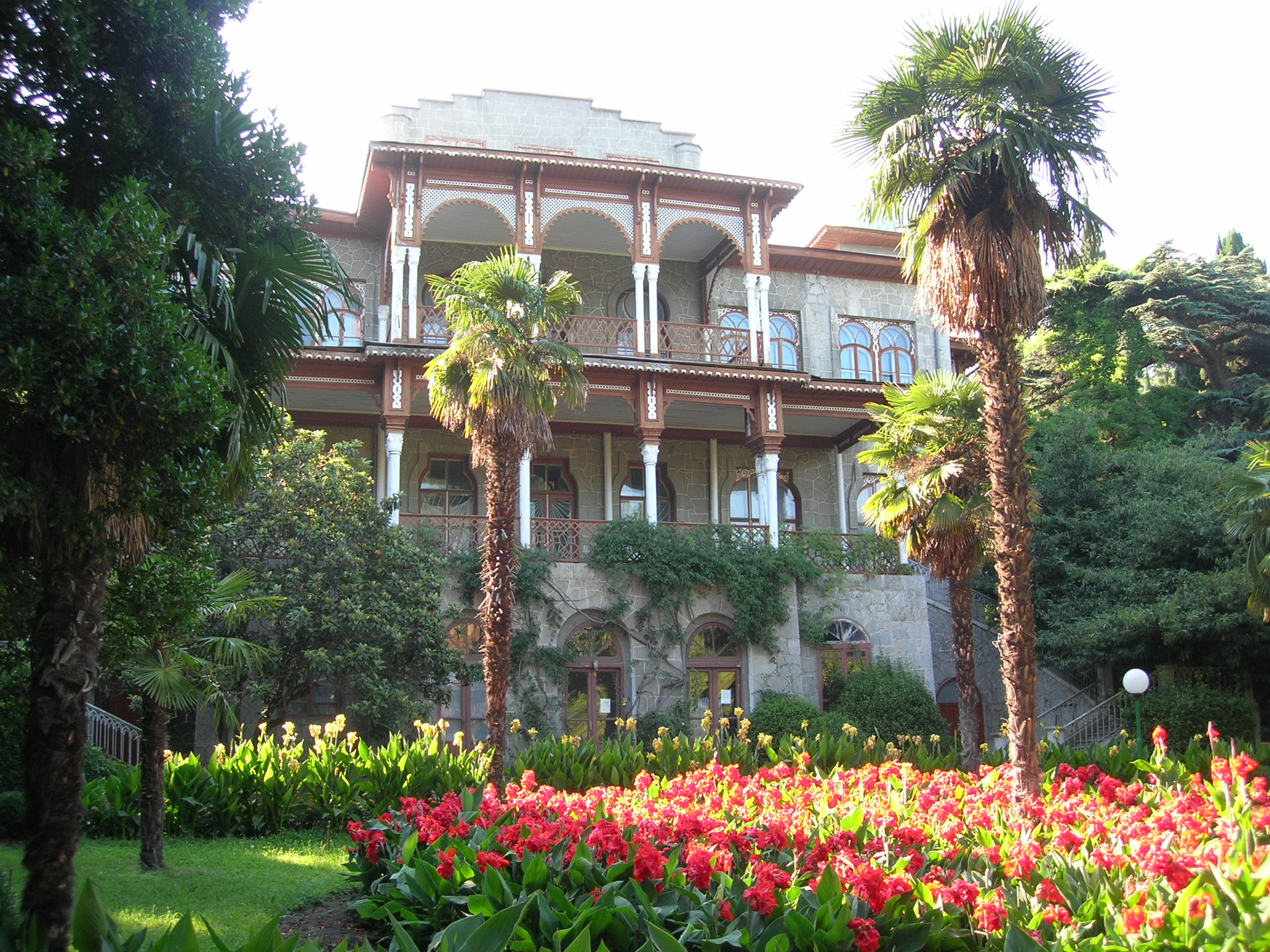
Колишня садиба князів Раєвських (південний фасад)

Караса́н (крим. Qara Asan) — місцевість і санаторний комплекс в Україні, на Південному узбережжі Криму, на 15 км південніше Алушти, поблизу селища Партеніт. Санаторій розташований за 200 м від морських пляжів, нижче виноградників і шосе Сімферополь — Ялта. Адміністративно входить до складу Великої Алушти. 

## Історія

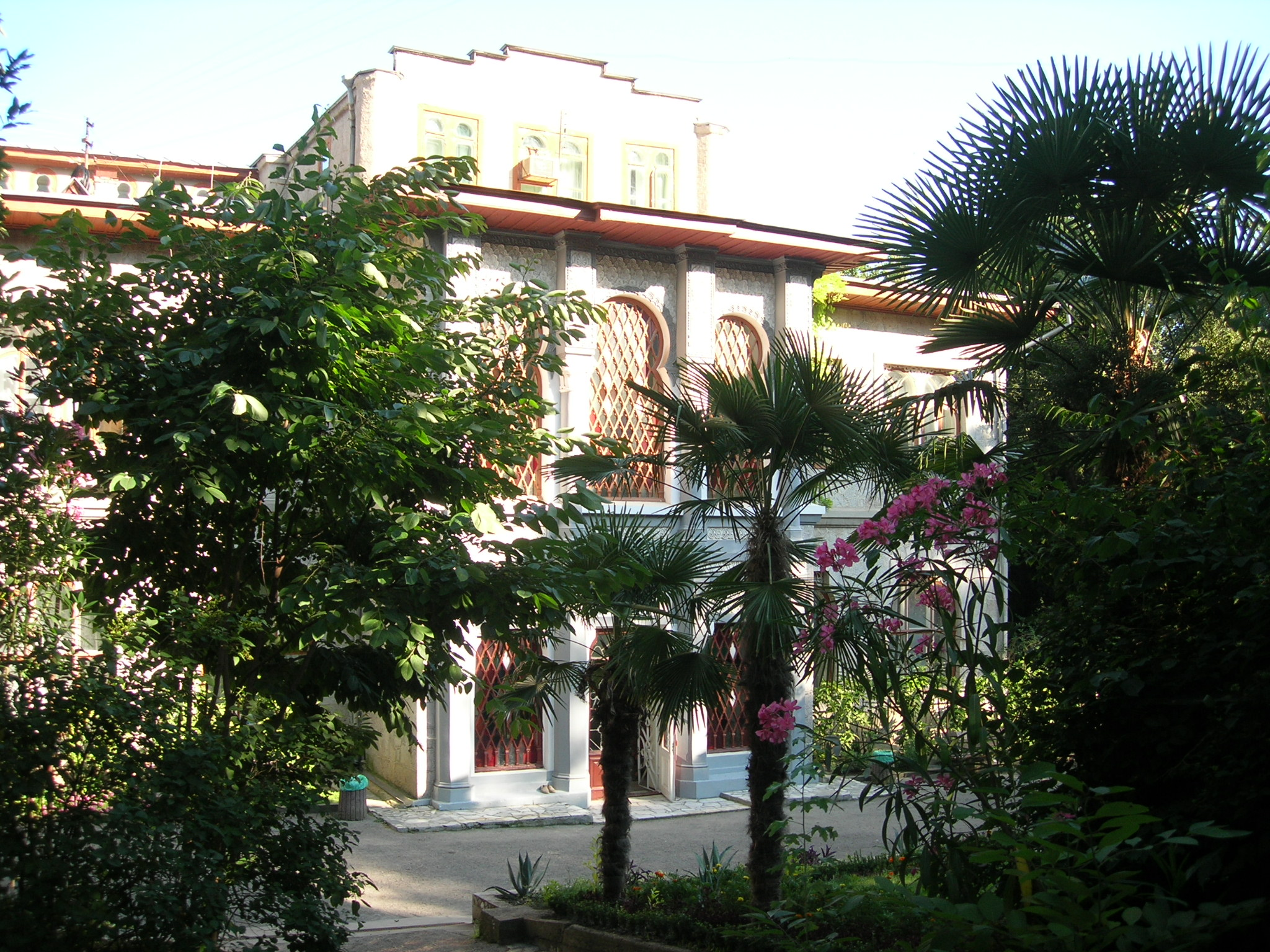
Карасан. Колишня садиба князів Раєвських (північний фасад)

Відоме з початку XIX ст., коли власник місцевості, генерал Михайло Бороздін, заклав тут великий парк (1820-ті рр.). Після одруження 1839 р. на донці власника, Ганні Михайлівні, власником маєтку стає генерал Микола Раєвський. У 1885—1887 рр. їх син Михайло на місці старої збудував нову садибу у неомавританському стилі, у якій зараз розташована адміністрація санаторію.
Після захоплення Криму радянською владою у 1920 р. і націоналізації маєтку тут містився санаторій для працівників хімічної промисловості (з 1924 р.).

## Сьогодення
Станом на 2009 р. — власник санаторного комплексу — російська компанія «Лукойл».
Санаторій розташований з боку від шляхів, транспорт на територію не допускається.
З 2009 р. також не допускаються на територію сторонні особи — за винятком недільних екскурсій. Ціни на відпочинок у 2009 р. становили 300—500 грн з особи на добу (з харчуванням).
З лютого 2014 р., як і весь півострів, Карасан потрапив під російську окупацію.

## Цікаві місця

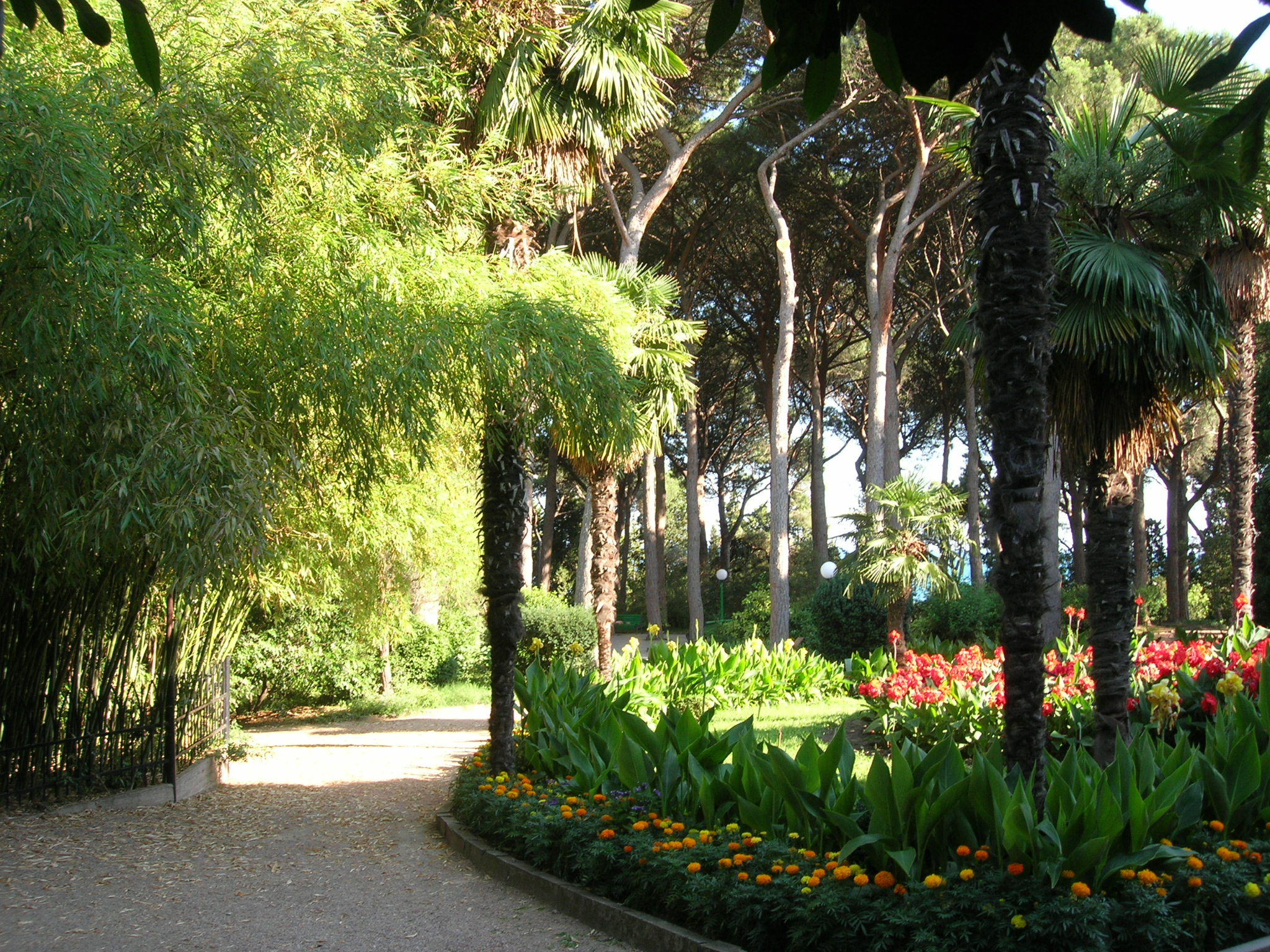
Парк у Карасані. Бамбук, пальми та пінії.

- Центральний (адміністративний) корпус — колишній князівський маєток XIX ст.
- Великий парк XIX ст. з гаями бамбука, італійської сосни, пальмами, оливковими деревами, кедрами, кримською сосною, лавром та іншою середземноморською рослинністю. Площа парку — 18 га.
- Мальовнича затока між мисами Плака (Скеля) та Аюдаг.
- Навколо розташований винзавод «Таврида»
- Південніше по узбережжю розташовано колишній санаторій Верховної Ради СРСР (зараз — власність олігарха С.Тарути) «Айвазовське» з дивовижним доглянутим парком, а далі — селище. Партеніт із дельфінарієм, санаторієм «Крим».
- Північніше парк переходить у колишні володіння князів Гагаріних із будівлею 1912 р. у вікторіанському стилі (тепер санаторій «Утьос»)

## Розваги
- Декілька кафе на набережній (ближче до мису Плака);
- Затишні морські пляжі;
- Екскурсії (морські чи автобусні) до цікавих місць узбережжя, а також печер Криму.

У курортний сезон, який триває тут із травня по жовтень, із місцевого причалу здійснюються екскурсійні прогулянки до Ялти, інших місць на узбережжі. Сам місцевий парк — також об'єкт, який відвідують туристи.

## Транспортне сполучення
Пряма «маршрутка» з Сімферопольського залізничного вокзалу (ходить рідко), або будь-яка маршрутка на Ялту — Гурзуф (далі спуск із шосе до санаторію близько 2-х км), або таксі з Сімферополя чи Алушти. Або пішки до Партеніту (3-4 км), а там маршрутки на Ялту та Алушту.